# Eunoe kermadeca
Eunoe kermadeca är en ringmaskart som beskrevs av Kirkegaard 1995. Eunoe kermadeca ingår i släktet Eunoe och familjen Polynoidae.
Artens utbredningsområde är havet kring Nya Zeeland. Inga underarter finns listade i Catalogue of Life.